# Resolució 24 del Consell de Seguretat de les Nacions Unides
La Resolució 24 del Consell de Seguretat de les Nacions Unides, aprovada el 30 d'abril de 1947, després d'haver examinat la petició de la República d'Hongria (posteriorment denominada República Popular d'Hongria i des de 1989 de nou República d'Hongria) per poder ser membre de les Nacions Unides. En aquesta resolució, el Consell va recomanar a la Assemblea General l'acceptació d'Hongria com a membre.
Aquesta resolució es va adoptar per 10 vots a favor. Austràlia va optar per l'abstenció.